# NIGHT HEAD GENESIS
『NIGHT HEAD GENESIS』（ナイト ヘッド ジェネシス）は、テレビドラマ『NIGHT HEAD』（厳密には、実写ドラマ終了後にストーリーを再構築した小説版）を原作としたテレビアニメ。アニメ化の際、原作者・飯田譲治がストーリーを更に再構成している。月刊マガジンZで漫画も連載された。
インターネットによる動画ストリーミング及び衛星放送でコンテンツが放送・配信されていた。（詳細は「放送局 / 配信サイト」を参照）

## ストーリー
超能力者の兄弟、霧原直人と直也は、幼い頃から結界の張られた森に建つ研究所に隔離されていた。
15年後、二人は結界の切れた研究所から脱走し、自由な外の世界へ飛び出す。しかし、「二人が外に出ると、マイナスの力を引き寄せてしまう」という言葉が脳裏をよぎる。その言葉通り、2人は様々な不可思議な事件に巻き込まれていく。

## 登場人物
霧原直人（きりはら なおと）
声：森川智之
主人公。霧原家の長男。施設収容時は11歳。脱走時は26歳。主な超能力は自在に物を動かすサイコキネシス。
生まれつき能力が使えたため、人は誰でも手を使わず物を動かすことが出来ると思っていた。そのため、よく車のおもちゃをラジコンのように動かして遊んでいた（電池で動くおもちゃだったが、直人が遊んでいた際には電池が入っていなかった）。
能力の影響か常に攻撃的な表情をしており、ひとたび感情を爆発させると自分でも止められない。
弟を守れるのは自分だけだと考え、直也に危害を加える者には容赦しない。
襲ってきた3人の能力者を殺してしまったことを悔いて、後の能力者との戦いでは苦戦する。
霧原直也（きりはら なおや）
声：石田彰
もう1人の主人公。直人の弟。霧原家の次男。施設収容時は6歳。脱走時は21歳。
主な超能力は人の心を読み取るリーディング。後にヒーリング能力も身につける。
リーディングはコントロールが出来ず、触れるだけ、あるいは事件現場などに行っただけで考えだけでなく思考や時には深層意識まで見えてしまっていたが、後に触れられても大丈夫なようにコントロール出来るようになる。
能力の影響で幼い頃から人間不信に陥り、兄とは対照的に常に何かに怯えている様な表情を浮かべている。
幼少期には自閉症だと診断されたり、近所に住む女の子のネガティブな感情を読み取り精神病院に入院させられたことなどもあった。
直人が感情的にならない様にするストッパーのような存在。
御厨恭二郎（みくりや きょうじろう）
声：中村秀利
研究者で、超能力にまつわる研究をしている。能力により色々と苦悩していた霧原兄弟の父親的存在になる。脱走後も霧原兄弟と連絡を取っており、2人に気を付けるように忠告する。物語の指導者的役割を担っていく。髭面に父権的な人物として描かれる。
双海翔子（ふたみ しょうこ）
声：渡辺明乃
ミステリアスな女子高生。友人の事故を未然に防いだ後、行方不明となる。力が強すぎる故に肉体を失い意識だけの存在となっており、度々兄弟の前に現れては助言したり、助けてくれる存在。
岬老人（みさきろうじん）
声：上田陽司
結界を張っていた老人。
神谷司（かみや つかさ）
声：遊佐浩二
予知能力者。普段は普通に働き、休日に人の相談に乗っている。口コミでその評判が広がり、信者がたくさんいる。人類滅亡の未来を伝えられた信者たちは霧原兄弟をはじめ、ウイルスの発生源となった研究をしていた倉橋加奈子（声-日野由利加）の命を狙う。事件解決後、服毒自殺に見える形で殺される。
曽根崎道夫（そねざき みちお）
声：家中宏
神谷司を殺した犯人。ARKからの刺客であり、霧原兄弟を自分たちの仲間になれと勧誘しに来た。人間を傷つけたり殺したりすることを何とも思っていないようだが、本人曰く一定の基準はあるらしい。人を操ることが出来る。家庭環境が悪く、社会に出ても鬱屈とした思いを抱えて生きてきたためか能力をコントロールして使わずに生きることに否定的。御厨の研究所にいたが、霧原兄弟が施設にやってくる前に岬の指示により施設から出された。御厨曰く、群れるタイプではなかったとのこと。最終的には自身の能力により父親、神谷、母親の幻覚を見て精神崩壊を起こした。
双海芳紀（ふたみ よしき）
声：小野坂昌也
33歳。ARKという会社に所属している社員。ネットに侵入したり、ネットを介して透視する能力を持つ。能力を周囲に知らせずに自分のために使っていたが、ARKにスカウトされ入社。能力が伸び出来ることが多くなった際に翔子の存在を知り、ARKにとって邪魔な存在となる。
天元早起枝（あまもと さきえ）
声：仙台エリ
ARKに狙われている女子高生。世界が破滅すると言われるほどの感情伝染能力を持っている。学校では浮いており、都築と関係を持ったことを周囲に悟られてイジメの標的にされる。イジメを行っていた女子高生5人を自殺させたとして妹以外の周囲の人間から追い詰められARKに連れていかれる。三雲によって妹が殺され、絶望して能力が本格的に覚醒。絶望した感情が伝染し、人々が昏倒する事態になる。
都築洋介（つづき ようすけ）
声：太田哲治
早起枝の担任教師。早起枝を守るためアークを裏切り逃げていたが、空港でARKの刺客に操られ精神病棟に入院した。
三雲玄吾（みくも げんご）
声：諏訪部順一
都築を精神崩壊させたARKの刺客。首に直接ネクタイを巻きピンクのロングジャケットを着るなど特徴的な格好をしている。10分で会社まるごと乗っ取ることが出来るほど精神干渉能力が強く、直人は精神面での戦いを強いられる。直人を戦闘不能状態にまで追い込むが、立ち直った直人によって倒される。
坂口修（さかぐち おさむ）
声：渋谷茂
ARKの社長秘書。能力を中和させる反能力者。
奥原晶子（おくはら あきこ）
声：宮寺智子
ARKの社長であり予知能力者。自分たちに邪魔な能力者たちを予知によって消していた。予知はほぼ100％当たるが、霧原兄弟は不確定要素であり2人が関わると予知通りの未来は訪れないため2人を警戒している。身体が不自由なのか、電動車椅子で生活している様子。
霧原直美（きりはら なおみ）
声：仁藤優子
霧原兄弟の母親。時間軸がズレてしまったため、年齢も変わってしまいかなり老け込んだ姿で登場。苗字の漢字も変わり、「桐原」となっている。
霧原幸彦（きりはら ゆきひこ）
声：増谷康紀
霧原兄弟の父親。時間軸がズレてしまったため、年齢も変わってしまいかなり老け込んだ姿で登場。苗字の漢字も変わり、「桐原」となっている。時計店を妻と共に経営している。直人・直也は近所に住む幼い女の子を助けた際に亡くなったことになっており、そのことを誇りに思っている。
ナレーション
声：武田真治

## スタッフ
- 原作・脚本 - 飯田譲治
- 監督 - 竹内啓雄
- 助監督 - 小林哲也
- キャラクター原案 - 氷栗優
- キャラクターデザイン・総作画監督 - 古瀬登
- 美術監督 - 小濱俊裕、加藤浩
- 美術設定 - 塩澤良憲
- 色彩設計 - 原田幸子
- 撮影監督 - 阿部安彦
- 音響監督 - 岩浪美和
- 編集 - 田熊純
- 音楽・音楽プロデューサー - 梅林茂
- ラインプロデューサー - 南喜長
- アニメーションプロデューサー - 丸山俊平、吉本雅一
- プロデューサー - 水上繁雄、筒井竜平
- 企画・プロデューサー - 高島健一
- アニメーション制作 - BEE MEDIA
- アニメーション制作協力 - アクタス
- 製作 - 株式会社ギャガ・コミュニケーションズ、株式会社USEN

## 主題歌
エンディングテーマ
「言葉」（1話-12話）
作詞・作曲 - 真戸原直人 / 編曲 - アンダーグラフ、島田昌典 / 歌 - アンダーグラフ
「眠っていた気持ち 眠っていたココロ」（13話-24話）
作詞・歌 - 上木彩矢 / 作曲 - 大野愛果 / 編曲 - 葉山たけし

## サブタイトル
| 話数      | サブタイトル | 絵コンテ       | 演出       | 作画監督                   |
| --------- | ------------ | -------------- | ---------- | -------------------------- |
| Episode1  | 記憶         | 村田雅彦       | 竹内啓雄   | 江原康之                   |
| Episode2  | 接触         | 小林哲也       | 小林哲也   | 古谷田順久                 |
| Episode3  | 焦燥         | 佐野隆史       | 大久保唯男 | 相坂ナオキ Hwang Young Sik |
| Episode4  | 痕跡         | 佐野隆史       | 青柳宏宣   | 金田栄二                   |
| Episode5  | 回想         | 小林哲也       | 藤本ジ朗   | 飯飼一幸                   |
| Episode6  | 連鎖         | 高橋滋春       | 石倉賢一   | Hwang Young Sik            |
| Episode7  | 悔恨         | 大平直樹       | 大平直樹   | 伊藤岳史                   |
| Episode8  | 追憶         | 古川順康       | 小林哲也   | 江原康之                   |
| Episode9  | 殲滅         | 新町薫         | 神原敏昭   | 金田栄二                   |
| Episode10 | 神意         | 佐野隆史       | 藤本義孝   | 相坂ナオキ                 |
| Episode11 | 悪夢         | 佐野隆史       | 青柳宏宣   | 芳賀亮                     |
| Episode12 | 困惑         | 新町薫         | 大久保唯男 | Hwang Young Sik            |
| Episode13 | 遊戯         | うえだひでひと | 内田信吾   | 飯飼一幸                   |
| Episode14 | 幽閉         | うえだひでひと | 藤本ジ朗   | 伊藤岳史                   |
| Episode15 | 波動         | うえだひでひと | 小林哲也   | 頭小夜                     |
| Episode16 | 再会         | 高橋滋春       | 神原敏昭   | 金田栄二                   |
| Episode17 | 砂塵         | 古川順康       | 大久保唯男 | Hwang Young Sik            |
| Episode18 | 方舟         | 大平直樹       | 大平直樹   | 大平直樹                   |
| Episode19 | 夢幻         | 佐野隆史       | 藤本義孝   | 飯飼一幸                   |
| Episode20 | 懐柔         | 新町薫         | 青柳宏宣   | 芳賀亮                     |
| Episode21 | 葬送         | 新町薫         | 小林哲也   | 伊藤岳史                   |
| Episode22 | 神判         | 竹内啓雄       | 竹内啓雄   | 江原康之                   |
| Episode23 | 彷徨         | 大平直樹       | 小林哲也   | 頭小夜                     |
| Episode24 | 希望         | 佐野隆史       | 佐野隆史   | 江原康之                   |

## 放送局 / 配信サイト

### 衛星放送
- BS日テレ：2006年7月29日 - 12月30日、毎週土曜 23時30分 - 24時00分
- アニマックス：2006年8月17日  - 2007年2月1日、毎週木曜 22時30分 - 23時00分他

### インターネット
- GyaO：2006年6月17日 - 12月31日、毎週日曜更新
- ShowTime：2006年8月4日から、毎週金曜更新

## 漫画
- NIGHT HEAD GENESIS（著者：氷栗優(画)・飯田譲治(原作) / マガジンZコミックス / 講談社）全3巻。